# Mohammed Al Attas
Mohammed Omar Al Attas, meglio noto come Mohammed Al Attas (in arabo  محمد العطاس‎?; Abu Dhabi, 5 agosto 1997), è un calciatore emiratino, difensore dell'Al-Jazira e della nazionale emiratina.

## Palmarès

### Club

#### Competizioni nazionali
- Campionato emiratino: 2 :

Al-Jazira: 2016-2017, 2020-2021
- Coppa del Presidente degli Emirati Arabi Uniti: 1 :

Al-Jazira: 2015-2016
- UAE Super Cup: 1 :

Al-Jazira: 2021
- UAE League Cup: 1

Al-Jazira: 2024-2025